# Jacksonoides
Jacksonoides is een geslacht van spinnen uit de familie springspinnen (Salticidae).

## Soorten
De volgende soorten zijn bij het geslacht ingedeeld:
- Jacksonoides distinctus Wanless, 1988
- Jacksonoides eileenae Wanless, 1988
- Jacksonoides kochi (Simon, 1900)
- Jacksonoides nubilis Wanless, 1988
- Jacksonoides queenslandicus Wanless, 1988
- Jacksonoides simplexipalpis Wanless, 1988
- Jacksonoides subtilis Wanless, 1988